# Portada/article maig 13

## Manuel de Falla y Matheu
Manuel de Falla y Matheu (Cadis, 1876 – Alta Gracia, 1946) fou un compositor andalús de música clàssica. Amb els catalans Isaac Albéniz i Enric Granados seria el tercer dels noms que conformen la gran trilogia del nacionalisme musical espanyol. Fou també un dels primers compositors d'aquesta tradició que es va donar a conèixer a tot Europa i Amèrica, amb la qual cosa superà l'aïllament de la música hispana des del segle xviii.
Format a Madrid amb Felip Pedrell i posteriorment, a París, amb Paul Dukas, la seua producció palesa tant la influència de les arrels musicals hispàniques com la de la música francesa i les avantguardes europees.